# Stagonospora recedens
Stagonospora recedens är en svampart som först beskrevs av Caro Benigno Massalongo, och fick sitt nu gällande namn av F.R. Jones & Weimer 1938. Stagonospora recedens ingår i släktet Stagonospora och familjen Phaeosphaeriaceae.   Inga underarter finns listade i Catalogue of Life.